# Флаг Евпатории
Флаг Евпатории — один из официальных символов Евпатории, наряду с гербом и печатью. 

## Утверждение
В Украине флаг был утверждён 30 мая 1997 года решением 15 сессии Евпаторийского городского совета XXII созыва от 30 мая 1997 года «О городской символике».
В Российской Федерации был переутверждён без изменений решением Евпаторийского городского совета I созыва от 20 июля 2018  №1-77/2. Этим же решением утверждено положение «О гербе муниципального образования городской округ Евпатория Республики Крым».
Флаг города может быть поднят во время церемоний и других торжественных мероприятий, проводимых представительными и исполнительными органами власти, городскими общественными объединениями, предприятиями, учреждениями и организациями, независимо от форм собственности, а также во время семейных торжественных мероприятий. Флаг города используется: Как элемент праздничного оформления города во время торжественных церемоний и праздников (День города, фестивали, выставки и прочее). Во время торжественной церемонии принятия присяги председателем городского совета.

## Описание
Основой флага стал исторический герб Евпатории, пожалованный Евпаторийскому уезду императором Николаем I 17 (29) ноября 1844 года: В щите, разделенным вертикально на две половины, в зеленом поле справа баранья золотая голова, означающая удобство Тарханского кута к разведению серых овец, а слева в красном поле черный змий, обвившийся около серебряного жезла, пьющий из черной чаши, — эмблема медицины, знаменующая Сакские грязи, коих действительность не подвержена сомнению.
«Флаг города представляет собой прямоугольное полотнище (с соотношением сторон 1:1) трёх объединённых разноцветных полос: верхней — зелёной и нижней — красной, каждая из которых составляет 1/6 часть высоты полотнища; в центре средней полосы на жёлтом фоне изображён герб города Евпатории.
Древко флага (длина — 2,5 метра, диаметр — 5 см) окрашено в жёлтый цвет. Верхушка древка увенчана металлической макушкой — круглым наконечником жёлтого цвета, которая крепится (навинчивается) на базу того же цвета. Размер полотнища в соответствии с эталоном составляет 100 × 100 сантиметров».

## Интересные факты
Евпаторийский альпинист Игорь Панаско 28 июля 2016 года впервые развернул флаг Евпатории на высшей точке России и Европы — на Западной вершине горы Эльбрус.